# Ubigeo
Ubigeo (Código Ubicacíon Geográfica) is de codering voor geografische locaties in Peru, zoals die gehanteerd wordt door de overheid. De codering is ontwikkeld door het Peruaanse bureau voor de statistiek (Instituto Nacional de Estadística e Informática INEI) en wordt gebruikt om de drie niveaus van de administratieve onderverdeling van Peru: regio's, provincies en districten een unieke aanduiding te geven.

## Syntaxis
Voor de codering wordt een systeem van twee numerieke posities gebruikt voor ieder niveau van de onderverdeling. Het eerste niveau begint met tellen vanaf 01 voor de Amazonas (regio) en vervolgt in alfabetische volgorde tot en met 25 voor de Ucayali (regio). Nieuwe regio's zullen aan het einde van de lijst worden toegevoegd, beginnend bij het eerste vrije nummer.
Het tweede niveau start met 0101 voor de eerste provincie in de eerste regio: Chachapoyas (provincie) in Amazonas (regio) en gaat door tot en met 2504 voor de laatste provincie in de laatste regio: Purús (provincie) in Ucayali (regio). De provincies zijn genummerd per regio, waarbij de eerste provincie altijd de provincie is waarin de hoofdstad van de regio is gesitueerd. De resterende provincies zijn genummerd in alfabetische volgorde. Nieuwe provincies zullen per regio aan het einde van de lijst worden toegevoegd, beginnend bij het eerste vrije provincienummer voor die regio.
Het derde niveau start met 010101 voor het eerste district in de eerste provincie in de eerste regio: Chachapoyas (district) en gaat door tot en met 250401 voor het laatste district in de laatste provincie in de laatste regio: Purús (district). De districten zijn genummerd per provincie, waarbij het eerste district altijd het district is waarin de hoofdstad van de provincie is gesitueerd. De resterende districten zijn genummerd in alfabetische volgorde. Nieuwe districten zullen per provincie worden toegevoegd aan het einde van de lijst, te beginnen bij het eerste vrije districtnummer voor die provincie.

## Voorbeelden

### Regio's
- 01 Amazonas (regio)
- 07 Callao (regio)
- 11 Ica (regio)

### Provincies
- 0701 Callao (provincie), in de regio Callao.
- 1101 Ica (provincie), met daarin de hoofdstad Ica, in de regio Ica.
- 1102 Chincha (provincie), in de regio Ica.
- 1103 Nazca (provincie), in de regio Ica.
- 1104 Palpa (provincie), in de regio Ica.
- 1105 Pisco (provincie), in de regio Ica.

### Districten
- 070101 Callao (district), met daarin de hoofdstad Callao, in de provincie Callao.
- 070102 Bellavista (district), in de provincie Callao.
- 070103 Carmen de la Legua Reynoso (district), in de provincie Callao.
- 070104 La Perla (district), in de provincie Callao.
- 070105 La Punta (district), in de provincie Callao.
- 070106 Ventanilla (district), in de provincie Callao.

## Voetnoten
1. ↑  (es)  Officiële website van het INEI instituut. Gearchiveerd op 12 april 1997. Geraadpleegd op 18 december 2007.